# Wermten
Wermten ist eine Wüstung im Kreis Heiligenbeil in Ostpreußen. Die frühere Ortsstelle befindet sich heute geteilt auf russischem bzw. polnischen Staatsgebiet und gehört zum Stadtkreis Mamonowo (Heiligenbeil) in der russischen Oblast Kaliningrad bzw. in der Gmina Braniewo (Braunsberg) im Powiat Braniewski der polnischen Woiwodschaft Ermland-Masuren.

## Geographische Lage
Die Ortsstelle Wermten liegt am Westufer der Bahnau (polnisch Banówka, russisch Mamonowka) im Südwesten der Oblast Kaliningrad bzw. im Nordwesten der Woiwodschaft Ermland-Masuren. Die ehemalige Kreisstadt  und heutige russische Rajonshauptstadt Heiligenbeil (russisch Mamonowo) ist drei Kilometer in nördlicher Richtung entfernt.

## Geschichte
Das seinerzeit Wermithen genannte Dorf wurde 1367 erstmals urkundlich  erwähnt. Nach 1367 hieß der Ort Wermetten, nach 1404 Wermiten, vor 1600 Wormbthenn, nach 1629 Wermbten und nach 1665 Wermten. Zugehörig war der Abbau Einigkeit (heute polnisch Kalinówek). Aus der Geschichte Wermtens sind so gut wie keine Informationen vorhanden. Lediglich wurde im 18. Jahrhundert erwähnt, dass die Witwe des Gutsbesitzers Christian Rösenick († 1725) aus Vorderwalde (polnisch Podleśne) gezwungen war, das Gut dem Wildnisbereiter zu Wermten Heinrich Hildebrandt List zu verpfänden.
Als am 11. Juni 1874 der Amtsbezirk Grunau (polnisch Gronowo) im Kreis Heiligenbeil innerhalb des Regierungsbezirks Königsberg in der preußischen Provinz Ostpreußen gebildet wurde, gehörte die Landgemeinde Wermten von Anfang an dazu.
Im Jahre 1910 zählte Wermten 164 Einwohner, von denen 34 zur Ortschaft Einigkeit gehörten.
Am 30. September 1928 schlossen sich die Landgemeinde Wermten und der Gutsbezirk Vorderwalde zur neuen Landgemeinde Wermten zusammen. Die Zahl der Einwohner der auf diese Weise neu formierten Gemeinde belief sich im Jahre 1933 auf 244 und im Jahre 1939 auf 238.
In Kriegsfolge wurde Ostpreußen 1945 in einen nördlichen und einen südlichen Teil getrennt und der Sowjetunion bzw. an Polen abgetreten. Die Staatsgrenze verlief mitten durch Wermten. Die unmittelbare Grenzlage machte  auf beiden Seiten eine Besiedlung unmöglich. So dürften beide Ortsteile relativ früh aufgegeben worden sein, denn eine russische Namensgebung gibt es nicht und auf polnischer Seite haben sich auch nur unbelegte und nicht amtliche Namensformen wie Warmity bzw. Wormity finden lassen. Auf beiden Seiten gilt Wermten heute als untergegangen. Die nördliche Ortsstelle liegt im heutigen Stadtkreis Mamonowo in der russischen Oblast Kaliningrad (Gebiet Königsberg (Preußen)), die südliche Ortsstelle im Gebiet der Gmina Braniewo (Landgemeinde Braunsberg) im Powiat Braniewski der polnischen Woiwodschaft Ermland-Masuren.

## Religion
Wermten war bis 1945 in das Kirchspiel der evangelischen Kirche Heiligenbeil in der Kirchenprovinz Ostpreußen der Kirche der Altpreußischen Union eingegliedert. Auch seitens der römisch-katholischen Kirche gehörte Wermten zur Stadt Heiligenbeil, die seinerzeit im Bistum Ermland lag.

## Verkehr
Die wegen der Lage im Grenzgebiet unerreichbare Ortsstelle Wermten bildet jeweils den Endpunkt einer Nebenstraße, die vor 1945 die heute russische Stadt  Heiligenbeil (Mamonowo) und die heute polnischen Dörfer Einigkeit (Kalinówek), Vorderwalde (Podleśne) und Lindenau (Lipowina) miteinander verband. Die nächste Bahnstation war seinerzeit Heiligenbeil an der Bahnstrecke Berlin–Königsberg.